# Mostuéjouls
Mostuéjouls (okzitanisch Mostuèjols) ist eine französische Gemeinde mit 329 Einwohnern (Stand 1. Januar 2022) im Département Aveyron und in der Region Okzitanien (vor 2016 Midi-Pyrénées). Sie gehört zum Kanton Tarn et Causses und zum Arrondissement Millau. Die Einwohner werden Mostuéjoulains genannt.

## Lage
Mostuéjouls liegt etwa 17 Kilometer nordnordöstlich von Millau am Tarn. Das Gemeindegebiet gehört zum Regionalen Naturpark Grands Causses. Umgeben wird Mostuéjouls von den Nachbargemeinden Saint-Rome-de-Dolan im Norden und Nordosten, Saint-Pierre-des-Tripiers im Osten, Le Rozier im Süden, Rivière-sur-Tarn im Westen sowie Sévérac-le-Château im Nordwesten.

## Einwohnerentwicklung
| Jahr                       | 1962 | 1968 | 1975 | 1982 | 1990 | 1999 | 2006 | 2018 |
| Einwohner                  | 318  | 260  | 217  | 232  | 249  | 264  | 271  | 316  |
| Quellen: Cassini und INSEE |      |      |      |      |      |      |      |      |

## Sehenswürdigkeiten
- Kirche Notre-Dame-des-Champs aus dem 9. Jahrhundert, Monument historique seit 1930
- Kirche Saint-Sauveur in Liaucous, seit 1930 Monument historique
- Burg Mostuéjouls aus dem 11. Jahrhundert, Monument historique seit 1982

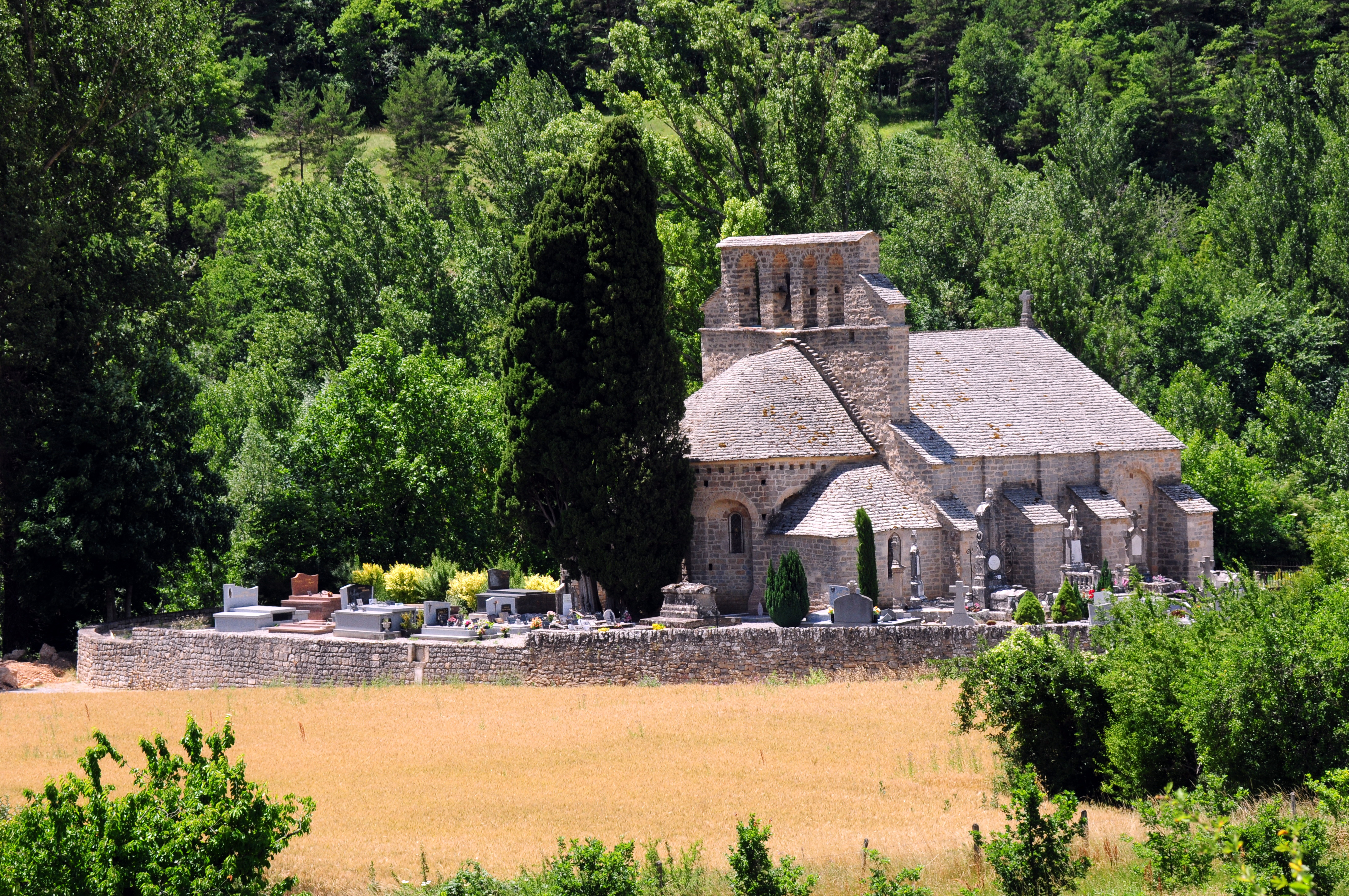
Kirche Notre-Dame-des-Champs
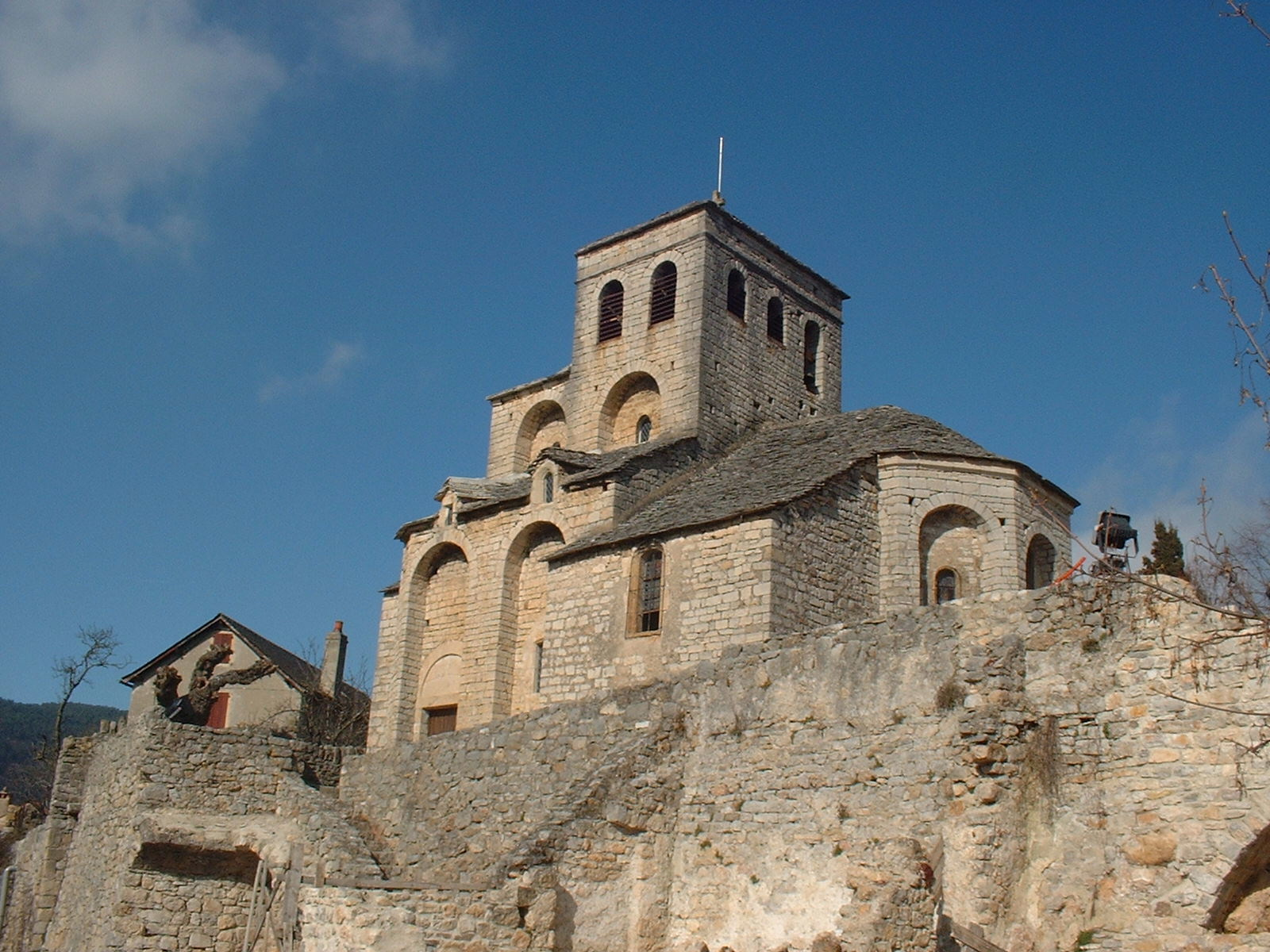
Kirche Saint-Sauveur